# 로렌 레인
로렌 레인(Lauren Lane, 1961년 2월 2일 ~ )는 미국의 텔레비전 배우, 영화배우, 연극 배우, 성우이다.
오클라호마시티에서 태어났다.

## 방송
- 못말리는 유모
- 형사 헌터

## 영화
- 젠 13 - 게놈 프로젝트 (1998년)
- 더 낸니 (1993년) - C.C. 바브콕 역
- 리오행 90분 (1992년)
- LA 로 (1986년)
- 복수의 여인 (1986년)
- 형사 헌터 (1984년)